# Jamal Lewis
Jamal Piaras Lewis (ur. 25 stycznia 1998 w Luton) – północnoirlandzki piłkarz występujący na pozycji obrońcy w Newcastle United.